# مارسيلو باتاتايس
مارسيلو باتاتايس (بالبرتغالية: Marcelo Batatais‏) هو لاعب كرة قدم برازيلي في مركز الدفاع، ولد في 9 سبتمبر 1974 في بلدية باتاتايس في البرازيل. لعب مع نادي بوتافوغو اس بي ونادي ساو كايتانو ونادي غواراني ونادي فيتوريا ونادي كروزيرو ونادي كوريتيبا ونادي موجي ميريم.